# Rallye Monte Carlo 2011

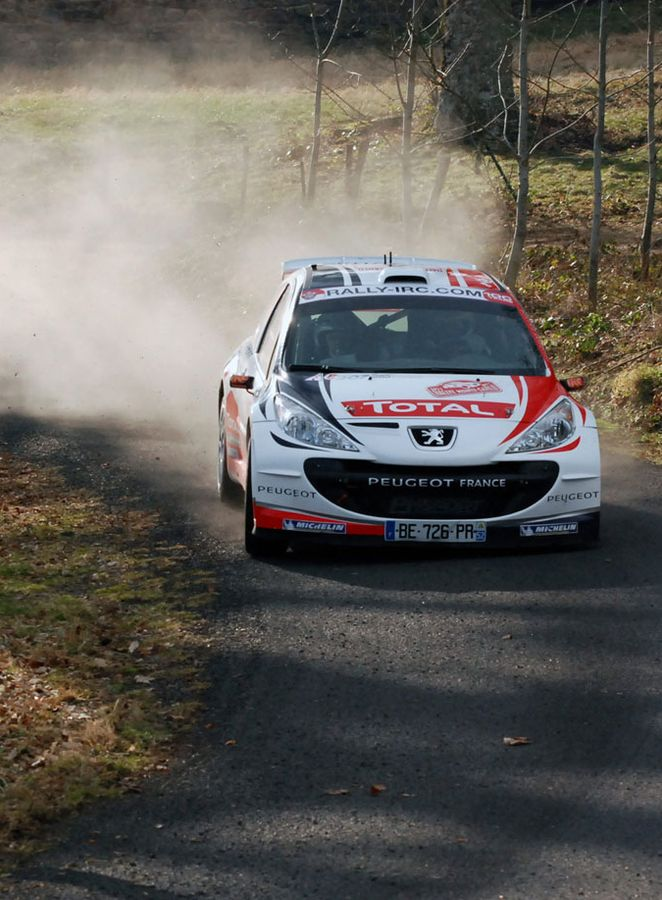
vítěz Bryan Bouffier

Rallye Monte Carlo 2011 byl úvodní podnik šampionátu Intercontinental Rally Challenge 2011. Zvítězil zde Bryan Bouffier s vozem Peugeot 207 S2000.

## Průběh soutěže
Po prvním testu vedl Stephane Sarrazin s Peugeotem a Juho Hänninen s vozem Škoda Fabia S2000. Třetí Guy Wilks ztratil 20 sekund. Hänninen vyhrál i druhý test a posunul se do čela. Petter Solberg se díky druhému času posunul na čtvrté místo. Odpadly oba vozy týmu Proton Motorsport, Andreas Mikkelsen, Thierry Neuville a Henning Solberg. Hänninen a Freddy Loix vyhráli poslední dva testy dne a byli ve vedení. Za nimi byli Petter Solberg, Sarrazin, Wilks, Jan Kopecký. Na osmnácté pozici byl Vojtěch Štajf, který byl třetí ve své třídě.
Na začátku druhé etapy Hänninen udržoval vedení a Kopecký se posunul na páté místo. Ale v průběhu dne začalo sněžit a tým Škoda Motorsport zvolil špatné pneumatiky. Hänninen se propadl na šesté a Kopecký na deváté místo. Ve vedení byl Bouffier a druhý Francois Delecour s dalším Peugeotem.
Třetí etapa začala raním testem, který rozhodoval, kterých 60 posádek bude vpuštěno do noční sekce. Vyhrál zde Sarrazin, Bouffier a Delecour ztratili. Díky tomu se na Delecoura dotáhl Loix a Wilks. Štajf byl devatenáctý. Noční testy se povedly Sarrazinovi, který se posunul na třetí pozici, naopak Delecour se propadl na pátou pozici těsně před Hänninena. Kopecký skončil devátý. Bouffier udržel vedení před Loixem. Štajf skončil dvacátý a druhý ve třídě 3.

## Výsledky

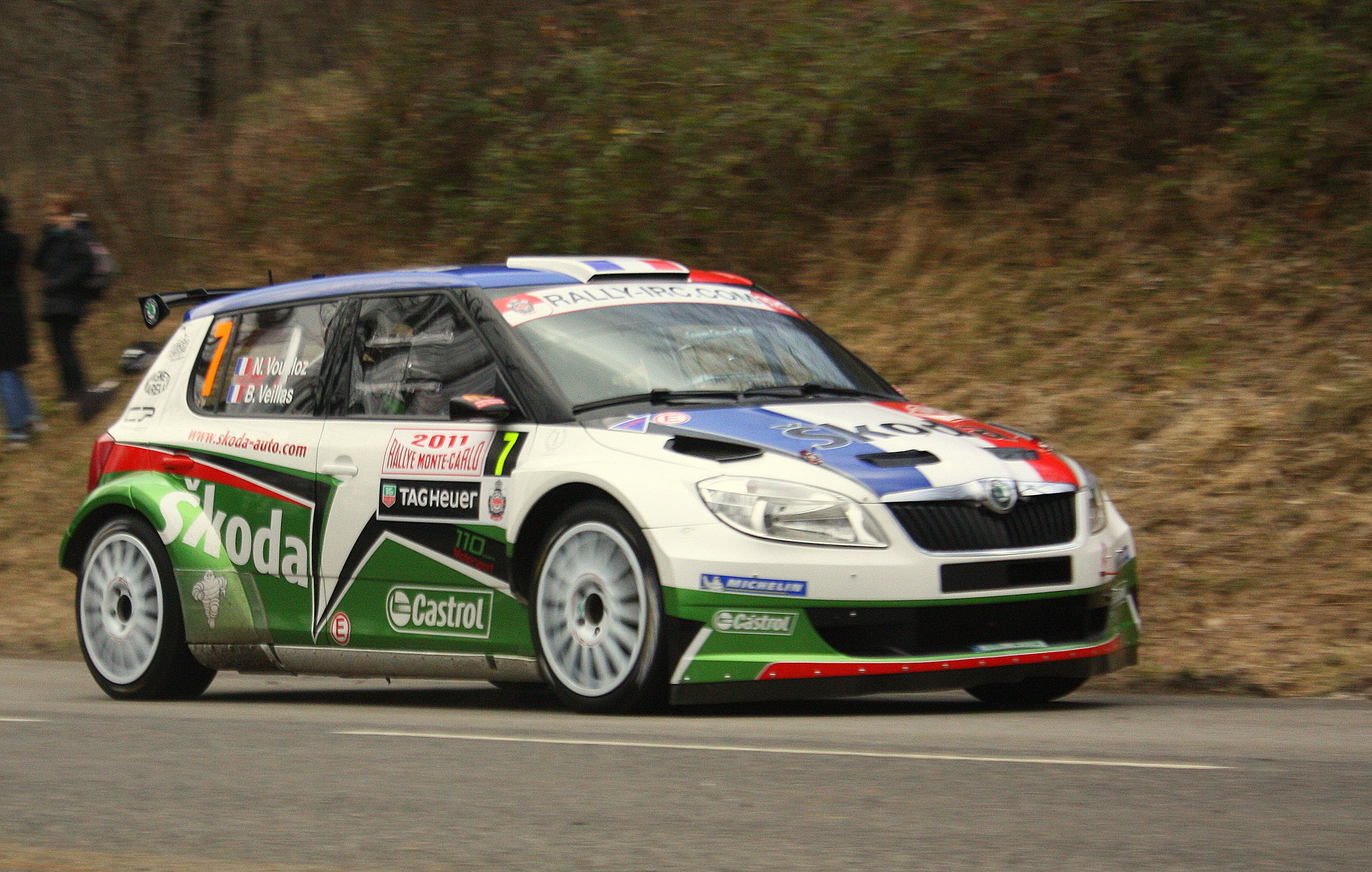
Nicolas Vouilloz

1. Bryan Bouffier, Xavier Panseri - Peugeot 207 S2000
2. Freddy Loix, Frederic Miclotte - Škoda Fabia S2000
3. Guy Wilks, Phil Pugh - Peugeot 207 S2000
4. Stéphane Sarrazin, Jacques-Julien Renucci - Peugeot 207 S2000
5. Francois Delecour, Dominique Savignoni - Peugeot 207 S2000
6. Juho Hänninen, Mikko Markkula - Škoda Fabia S2000
7. Nicolas Vouilloz, Benjamin Veillas - Škoda Fabia S2000
8. Jan Kopecký, Petr Starý - Škoda Fabia S2000
9. Giandomenico Basso, Mitia Dotta - Peugeot 207 S2000